# 达里奥·德尔加多
达里奥·德尔加多（西班牙語：Darío Delgado，1985年12月14日—），是一名哥斯达黎加足球运动员，现在效力于中国足球甲级联赛球队广东日之泉。

## 俱乐部生涯
德尔加多在哥斯达黎加球队蓬塔雷纳斯开始职业足球生涯。2008-2009赛季，他成为球队队长，联赛出场30次，打进2球。
2010年1月，有传言称德尔加多将加盟美国职业足球大联盟球队西雅图海湾者。但实际上，皇家盐湖城才拥有德尔加多的加盟权。皇家盐湖城将德尔加多的加盟权转让给另一支美职球队美国芝华士，以换取2012年MLS的选秀权。2010年4月4日，美国芝华士宣布租借德尔加多一年。德尔加多在2010赛季代表美国芝华士出场21次。2011年1月22日，美国芝华士宣布德尔加多并不在球队征战2011赛季MLS的计划中。
2011年3月，德尔加多租借加盟中国足球甲级联赛球队广东日之泉一年。但在5月11日中国足协杯广东日之泉1比0击败天津松江的比赛中，德尔加多在上半场25分钟受伤下场，送往医院后证实是严重骨折，赛季报销。在2011赛季中，他仅代表广东日之泉联赛出场7次，足协杯出场2次。

## 国家队生涯
2009年5月，德尔加多在哥斯达黎加和委内瑞拉的国际友谊赛上，首次代表国家队出场。之后德尔加多又在2009年美洲金盃出场3次，也曾在2010年世界杯预选赛中代表哥斯达黎加出场。